# Эльперсбюттель
Эльперсбюттель (нем. Elpersbüttel) — община в Германии, в земле Шлезвиг-Гольштейн. 
Входит в состав района Дитмаршен. Подчиняется управлению КЛьГ Мельдорф-Ланд.  Население составляет 872 человека (на 31 декабря 2010 года). Занимает площадь 30,17 км².
Коммуна подразделяется на 6 сельских округов.